# マタニティボックス
マタニティボックスは、出産を控えた妊婦に対して用意される、新生児に対する育児に必要な物品をまとめた箱。一般に国家や自治体などの公共団体が福祉のために無償で配布するものと、企業が商品として取り扱い販売しているパッケージとが存在するが、本項では福祉を目的として配布される箱について説明する。

## 概要
この箱は出産を控えた妊婦に提供される育児に必要な物品がひとまとめにされたもので、新生児用の衣類や衛生を維持するためのケア用品のほか、乳幼児の世話に欠かせない日用品に、健やかな成長に必要と考えられる絵本や玩具といったものが収められており、その段ボール製の箱もベビーベッドとして利用可能なように丈夫な作りになっている。なお後述するフィンランドのものでは、新生児は免疫を獲得するために母乳を第一として与えられるべきなどの考えもあって粉ミルクや哺乳瓶といったものは入っていないが、必ずしもその限りではない。
これらはもちろん新生児の健康な成長を目的として提供されるものだが、配布に際しては妊婦健康診査など妊婦へのケアを経て贈られ、出産前から内容物を確認できるようになっており、乳幼児本人に対する必要な物品に加え、その母親が育児以外で必要とするいくつかの物品も含まれることがある。後述するフィンランドの例ではネウボラと呼ばれるかかりつけの保健師や助産師から無料で受けられるサポートの一部に組み込まれている。
もとより新生児の健康を守りその生存率を高めることを目的とするが、少子高齢化を回避するための取り組みとして注目されることもあり、日本国内でもいくつかの自治体が同種の活動を行っている。

## 歴史
マタニティボックスの活動は、1938年のフィンランドで始まった。この活動は当初は貧困家庭の乳幼児死亡率を下げる目的もあって、政府から提供される箱を妊婦が受けとることで、医師や看護師の元を訪れ診察を受けさせるきっかけになることも期待された。この当時のフィンランドは福祉国家とはいえ国が貧しいこともあり新生児死亡率も高く、1000人中65人もの乳幼児が死亡する程の状態だったが、1940年代から本格的に行われるようになったマタニティボックス配布と妊婦へのケア、さらに1960年代より始まる国民健康保険と中央病院を繋ぐ福祉システムの導入といった活動によって急激な低下が起こったとされる。
このフィンランドの活動ではすでに長い間に渡って妊婦の生まれに関係なく希望者には一律に提供される（2013年時点で140ユーロ・18,000円相当の現金かを選ぶことができる）ものであるため、95％の妊婦がこれを受け取って育児を始める通過儀礼のようになっているという。一部には同活動があるからこそフィンランドの乳児死亡率は世界で最も低い状態を維持しているとする主張すら存在する。

## 内容

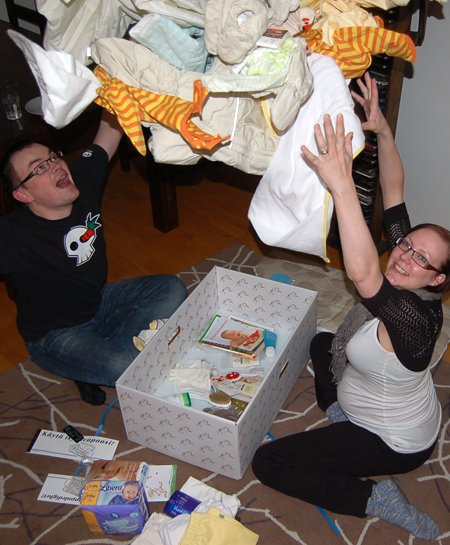
アイティユスパッカウスを開いて喜ぶフィンランド人カップル、2009年撮影。
衣類をはじめ様々な物品が収められている。

内容は前述のとおり多岐にわたって新生児の育児に必要な物が収められている。
フィンランドのマタニティボックスを例にすると
- 寝具
マットレスやシーツ、毛布や羽毛布団カバーにベビーベッドになる箱本体
- 衣類
ベビー服や靴下のほか帽子や手袋を含む防寒着
- 衛生用品
爪切りばさみやヘアブラシ、歯ブラシ、入浴用温度計や体を洗うための布、布おむつやおむつクリーム、幼児用ガーゼ
- 玩具類
噛んでも安全な乳幼児用玩具や絵本
- その他（おもに母親用）
ブラジャーやコンドーム

といったものが乳児がすっぽり収まる一抱え程の大きさの箱にたっぷりと詰め込まれている。
内容物にも時代の変遷があり、かつて衣類を家庭で縫うことが一般的な時代には衣類を作るための布が収められていたほか、一頃は使い捨ての紙おむつが入れられていたが環境意識の高まりにもよって2000年代には布おむつに回帰している。